# Cal Garí
Cal Garí és una obra noucentista de Sentmenat (Vallès Occidental) inclosa a l'Inventari del Patrimoni Arquitectònic de Catalunya.

## Descripció
És un edifici entre mitgeres situat al carrer de l'Església, amb jardí cap a la Plaça de Sant Menna. La façana d'accés té tres obertures rectangulars amb relleus decoratius a la llinda: la central és la porta i les dels costats, finestres amb balcó ampitador.
La balustrada de coronament, al damunt d'un petit fris amb esgrafiats florals, està situada a banda i banda d'un element central, més elevat, decorat amb pilastres i cornisa de tipus clàssic, on hi ha la data. La façana es completa amb gerros ornamentals.

## Història
L'edifici va ser bastit l'any 1931, data que apareix en un medalló de la façana d'accés.